# Хнефатафл
Хнефатафл је друштвена игра која припада тафл играма распрострањеним у Скандинавији и Британији.

## Назив
Назив ове игре је кованица исландске речи „хнефа“, што значи „песница“ и старонордијске речи „тафл“, иначе преузете из латинског и значи „табла“. Позната је још и као викиншка игра.

## Историјат
Тафл игре су познате још из нордијских сага, а постоје и бројни налази табли за игру хнефатафл нађени на Острву Мен у Ирској и у Шведској. Најстарија табла са ћилибарним жетонима за игру је пронађена у Норвешкој у месту Гокстад и датира од 9. века. Налази упућују на то да су постојала одређена правила приликом израде табли и броја жетона, који су се разликовали.

## Правила
Познате су исландска, келтска, велшка, шкотска, ирска и саксонска варијанта. У игри учествују два играча. Табла треба да има или 9 x 9 или 11 x 11, али увек непаран број поља. Средишње поље заузима фигура краља (или хнефа) и он припада једном играчу, који има за циљ да својим фигурицама брани краља и доведе га до краја табле, док други играч треба да напада и зароби краља тако што ће около њега поставити две своје фигурице. Саме фигурице се крећу попут топа у шаху.